# Arcidiocesi di São Luís do Maranhão
L'arcidiocesi di São Luís do Maranhão (in latino Archidioecesis Sancti Ludovici in Maragnano) è una sede metropolitana della Chiesa cattolica in Brasile. Nel 2022 contava 1.221.000 battezzati su 1.695.000 abitanti. È retta dall'arcivescovo Gilberto Pastana de Oliveira.

## Territorio
L'arcidiocesi comprende 15 comuni nella parte settentrionale dello stato brasiliano di Maranhão: São Luís, Axixá, Bacabeira, Cachoeira Grande, Humberto de Campos, Icatu, Morros, Paço do Lumiar, Presidente Juscelino, Primeira Cruz, Raposa, Rosário, Santa Rita, São José de Ribamar e Santo Amaro do Maranhão.
Sede arcivescovile è la città di São Luís, dove si trova la cattedrale di Nostra Signora della Vittoria.
Il territorio si estende su 12.546 km² ed è suddiviso in 57 parrocchie, raggruppate in 10 foranie: Nossa Senhora da Vitória, Anjo da Guarda, São Luís Rei de França, Nossa Senhora da Conceição, São Judas Tadeu, Nossa Senhora de Nazaré, São Francisco e Santa Clara, São Cristóvão, São Josè de Ribamar, São Benedito.

### Provincia ecclesiastica
La provincia ecclesiastica di São Luís do Maranhão, istituita nel 1922, comprende 11 suffraganee, che coprono l'intero Stato di Maranhão:
- diocesi di Bacabal,
- diocesi di Balsas,
- diocesi di Brejo,
- diocesi di Carolina,
- diocesi di Caxias do Maranhão,
- diocesi di Coroatá,
- diocesi di Grajaú,
- diocesi di Imperatriz,
- diocesi di Pinheiro,
- diocesi di Viana,
- diocesi di Zé Doca.

## Storia
La diocesi di São Luís do Maranhão fu eretta il 30 agosto 1677 con la bolla Super universas di papa Innocenzo XI, ricavandone il territorio dall'arcidiocesi di San Salvador di Bahia. Già il 5 luglio 1614 in forza della bolla In supereminenti militantis di papa Paolo V il territorio del Maranhão era divenuto un'amministrazione ecclesiastica dipendente dai prelati del Pernambuco; tuttavia questa decisione fu revocata da papa Urbano VIII nel 1624. Originariamente la diocesi di São Luís do Maranhão era suffraganea del patriarcato di Lisbona.
Il 4 marzo 1720 cedette una porzione del suo territorio a vantaggio dell'erezione della diocesi di Belém do Pará (oggi arcidiocesi).
Il 5 giugno 1828 per effetto della bolla Romanorum Pontificum di papa Leone XII entrò a far parte della provincia ecclesiastica dell'arcidiocesi di San Salvador di Bahia.
Il 20 febbraio 1902 cedette un'altra porzione di territorio a vantaggio dell'erezione della diocesi del Piauí (oggi arcidiocesi di Teresina).
Il 1º maggio 1906 entrò a far parte della provincia ecclesiastica dell'arcidiocesi di Belém do Pará.
Il 10 febbraio 1922 ha ceduto un'ulteriore porzione di territorio a vantaggio dell'erezione della prelatura territoriale di São José do Grajaú (oggi diocesi di Grajaú) e contestualmente l'arcidiocesi è divenuta sede metropolitana con la bolla Rationi congruit di papa Pio XI.
Successivamente ha ancora ceduto a più riprese ulteriori porzioni di territorio a vantaggio dell'erezione di nuove circoscrizioni ecclesiastiche e precisamente:
- il 22 luglio 1939 a vantaggio dell'erezione della diocesi di Caxias do Maranhão e della prelatura territoriale di Pinheiro (oggi diocesi);
- il 24 febbraio 1958 i comuni di São Bento e di Peri Mirim alla stessa prelatura territoriale di Pinheiro;[3]
- il 30 ottobre 1962 a vantaggio dell'erezione della diocesi di Viana;
- il 22 giugno 1968 a vantaggio dell'erezione della diocesi di Bacabal; nella stessa data ha ceduto i comuni di Dom Pedro e Governador Archer alla prelatura territoriale di São José do Grajaú;[4]
- il 14 settembre 1971 a vantaggio dell'erezione della diocesi di Brejo;
- il 26 agosto 1977 a vantaggio dell'erezione della diocesi di Coroatá.

## Cronotassi dei vescovi
Si omettono i periodi di sede vacante non superiori ai 2 anni o non storicamente accertati.
- Gregório dos Anjos † (30 agosto 1677 - 11 maggio 1689 deceduto)
- Francisco de Lima (Lemos), O.Carm. † (19 dicembre 1691 - 22 agosto 1695 nominato vescovo di Olinda)
- Timóteo do Sacramento, O.S.P.P.E. † (17 dicembre 1696 - aprile 1714 deceduto)
- José Delgarte, O.SS.T. † (5 ottobre 1716 - 23 dicembre 1724 deceduto)
  - Sede vacante (1724-1738)
- Manoel da Cruz Nogueira, O.Cist. † (3 settembre 1738 - 15 dicembre 1745 nominato vescovo di Mariana)
- Francisco de São Tiago, O.F.M.Obs. † (15 dicembre 1745 - 18 dicembre 1752 deceduto)
- Antônio de São José Moura Marinho, O.S.A. † (19 luglio 1756 - 20 luglio 1778 nominato arcivescovo di San Salvador di Bahia)
- Jacinto Carlos da Silveira † (1º marzo 1779 - 8 agosto 1780 dimesso)
- José do Menino Jesus, O.C.D. † (18 settembre 1780 - 18 luglio 1783 nominato vescovo di Viseu)
- Antônio de Pádua e Belas, O.F.M.Ref. † (18 luglio 1783 - 29 agosto 1794 dimesso)
- Joaquim Ferreira de Carvalho † (1º giugno 1795 - 26 maggio 1801 deceduto)
- Luiz de Brito Homem † (24 maggio 1802 - 10 dicembre 1813 deceduto)
  - Sede vacante (1813-1819)
- Joaquim de Nossa Senhora de Nazareth Oliveira e Abreu, O.F.M.Ref. † (23 agosto 1819 - 3 maggio 1824 nominato vescovo di Coimbra)
  - Sede vacante (1824-1827)
- Marcos Antônio de Souza † (25 giugno 1827 - 29 novembre 1842 deceduto)
- Carlos de São José e Souza, O.C.D. † (22 gennaio 1844 - 3 aprile 1850 deceduto)
- Manoel Joaquim da Silveira † (5 settembre 1851 - 18 marzo 1861 nominato arcivescovo di San Salvador di Bahia)
- Luiz da Conceição Saraiva, O.S.B. † (22 luglio 1861 - 26 aprile 1876 deceduto)
- Antônio Cândido Alvarenga † (21 settembre 1877 - 28 novembre 1898 nominato vescovo di San Paolo)
  - Luis de Salles Pessoa † (1899 - 1899 dimesso) (vescovo eletto)[5]
  - Sede vacante (1898-1901)
- Antônio Xisto Albano † (23 marzo 1901 - 14 dicembre 1905 dimesso[6])
- Santino Maria da Silva Coutinho † (9 settembre 1906 - 6 dicembre 1906 nominato arcivescovo di Belém do Pará)
- Francisco de Paula Silva, C.M. † (18 aprile 1907 - 4 giugno 1918 deceduto)
- Helvécio Gomes de Oliveira, S.D.B. † (18 giugno 1918 - 10 febbraio 1922 nominato arcivescovo coadiutore di Mariana[7])
- Octaviano Pereira de Albuquerque † (27 ottobre 1922 - 16 dicembre 1935 nominato arcivescovo, titolo personale, di Campos)
- Carlos Carmelo de Vasconcelos Motta † (19 dicembre 1935 - 13 agosto 1944 nominato arcivescovo di San Paolo)
  - Sede vacante (1944-1947)
- Adalberto Accioli Sobral † (18 gennaio 1947 - 24 maggio 1951 deceduto)
- José de Medeiros Delgado † (4 settembre 1951 - 10 maggio 1963 nominato arcivescovo di Fortaleza)
- João José da Mota e Albuquerque † (28 aprile 1964 - 20 marzo 1984 dimesso)
- Paulo Eduardo Andrade Ponte † (20 marzo 1984 - 21 settembre 2005 dimesso)
- José Belisário da Silva, O.F.M. (21 settembre 2005 - 2 giugno 2021 ritirato)
- Gilberto Pastana de Oliveira, dal 2 giugno 2021

## Statistiche
L'arcidiocesi nel 2022 su una popolazione di 1.695.000 persone contava 1.221.000 battezzati, corrispondenti al 72,0% del totale.
| anno | popolazione | popolazione | popolazione | presbiteri | presbiteri | presbiteri | presbiteri                | diaconi | religiosi | religiosi | parrocchie |
| anno | battezzati  | totale      | %           | numero     | secolari   | regolari   | battezzati per presbitero | diaconi | uomini    | donne     | parrocchie |
| ---- | ----------- | ----------- | ----------- | ---------- | ---------- | ---------- | ------------------------- | ------- | --------- | --------- | ---------- |
| 1948 | 780.000     | 800.000     | 97,5        | 53         | 33         | 20         | 14.716                    |         | 7         | 45        | 43         |
| 1965 | 1.500.000   | 1.600.000   | 93,8        | 89         | 51         | 38         | 16.853                    |         |           |           | 51         |
| 1976 | 512.000     | 837.000     | 61,2        | 37         | 17         | 20         | 13.837                    |         | 22        | 65        | 27         |
| 1980 | 538.000     | 548.000     | 98,2        | 47         | 21         | 26         | 11.446                    |         | 29        | 155       | 17         |
| 1990 | 804.000     | 905.000     | 88,8        | 47         | 12         | 35         | 17.106                    |         | 106       | 249       | 26         |
| 1999 | 821.000     | 1.097.122   | 74,8        | 99         | 51         | 48         | 8.292                     |         | 112       | 241       | 33         |
| 2000 | 879.027     | 1.172.036   | 75,0        | 91         | 42         | 49         | 9.659                     |         | 61        | 240       | 42         |
| 2001 | 877.000     | 1.181.000   | 74,3        | 92         | 43         | 49         | 9.532                     |         | 61        | 240       | 30         |
| 2002 | 870.000     | 1.172.036   | 74,2        | 96         | 47         | 49         | 9.062                     |         | 61        | 240       | 31         |
| 2003 | 887.000     | 1.195.000   | 74,2        | 95         | 46         | 49         | 9.336                     |         | 61        | 240       | 32         |
| 2004 | 887.000     | 1.195.000   | 74,2        | 103        | 54         | 49         | 8.611                     |         | 58        | 240       | 33         |
| 2010 | 953.000     | 1.323.000   | 72,0        | 73         | 60         | 13         | 13.054                    | 1       | 23        | 227       | 46         |
| 2014 | 1.000.000   | 1.389.000   | 72,0        | 79         | 73         | 6          | 12.658                    |         | 76        | 229       | 52         |
| 2017 | 1.025.780   | 1.423.180   | 72,1        | 71         | 66         | 5          | 14.447                    | 29      | 71        | 224       | 54         |
| 2020 | 1.203.000   | 1.670.898   | 72,0        | 69         | 69         |            | 17.434                    | 79      | 6         | 226       | 56         |
| 2022 | 1.221.000   | 1.695.000   | 72,0        | 78         | 72         | 6          | 15.653                    | 79      | 12        | 224       | 57         |